# أنطونيو جوليانو
أنطونيو جوليانو (بالإيطالية: Antonio Giuliano)‏ هو عالم آثار إيطالي، ولد في 1930 في روما في إيطاليا، وتوفي بنفس المكان في 2018.